# Nobuteru Maeda
Nobuteru Maeda (前田亘輝, Maeda Nobuteru; nascido a 23 de Abril de 1965 em Atsugi, Kanagawa) é um cantor japonês, conhecido por ser o vocalista da banda de J-pop TUBE. 
No ocidente, ele é conhecido por conta do hit "Try Boy, Try Girl". Outras de suas músicas que ficaram bem classificadas na Oricon são "Sobani Iruyo" e "Kimidake no Tomorrow".

## Discografia
- 1990 - D・A・M・E
- 1991 - Merry Christmas To You
- 1992 - Christmas For You
- 1993 - Try Boy,Try Girl
- 1993 - そばにいるよ
- 1997 - Kimidake no Tomorrow
- 2002 - Always[3]
- 2007 - 恋ノウタ

Álbuns
- 1987 - LOOSE
- 1988 - Feel Me
- 1989 - SMASH
- 1990 - Change of Pace
- 1991 - GAMBLE
- 1993 - 前田亘輝 & HIS BLUES FRIENDS
- 1997 - HARD PRESSED